# Římskokatolická farnost Bavory
Římskokatolická farnost Bavory je územní společenství římských katolíků s farním kostelem svaté Kateřiny Alexandrijské v mikulovském děkanství v rámci brněnské diecéze.

## Historie farnosti
V místě gotické kaple byl roku 1740 postaven kostel svaté Kateřiny Alexandrijské. Za kněžištěm a sakristií stavby byla roku 1791 přistavěna čtyřboká věž ukončena dvojitou bání ve tvaru jehlanu. 

## Duchovní správci
Administrátorem excurrendo byl od 1. srpna 2011 R. D. Mgr. Oldřich Chocholáč. Od 1. srpna 2019 je jím R. D. Mgr. Pavel Pacner.

## Bohoslužby
| Kostel                       | Místo  | Bohoslužba (den) | Hodina | Poznámka     |
| ---------------------------- | ------ | ---------------- | ------ | ------------ |
| svaté Kateřiny Alexandrijské | Bavory | neděle           | 11.00  | farní kostel |

## Aktivity ve farnosti
Dnem vzájemných modliteb farností za bohoslovce a bohoslovců za farnosti brněnské diecéze je 21. březen. Adorační den připadá na 6. dubna.
Ve farnosti se pravidelně pořádá tříkrálová sbírka. V roce 2015 se při ní vybralo 12 498 korun.Při sbírce v roce 2016 činil výtěžek 11 699 korun.